# Thor Peak (Wyoming)
Der Thor Peak ist ein Berg im Grand-Teton-Nationalpark im Westen des US-Bundesstaates Wyoming. Er hat eine Höhe von 3666 m und ist Teil der Teton Range in den Rocky Mountains. Er liegt rund 1,6 km westlich des deutlich prominenteren und bekannteren Mount Moran und ist der achthöchste Gipfel der Teton Range. Er wird von zwei tiefen Schluchten umgeben, dem Moran Canyon im Norden und dem Leigh Canyon im Süden. Der Thor Peak wird von einigen ganzjährig bestehenden Schneefeldern sowie den Triple Glaciers, drei Gletschern an der Nordflanke des Berges, umgeben. Trotz seiner vergleichsweise technisch einfachen Besteigung gehört der Thor Peak aufgrund seiner abgelegenen Lage und der schweren Erreichbarkeit zu den seltener bestiegenen Bergen der Teton Range.

## Belege
1. ↑  Peakbagger: Thor Peak. Abgerufen am 6. Februar 2021.
2. ↑  Geonames: Thor Peak. Abgerufen am 6. Februar 2021.
3. ↑  Summitpost: Thor Peak : Climbing, Hiking & Mountaineering. Abgerufen am 6. Februar 2021.